# Adriana Dunavska
Adriana Vladimirova Dunavska (née le 21 avril 1969 à Sofia) est une gymnaste rythmique bulgare.

## Biographie
Adriana Dunavska obtient aux Jeux olympiques d'été de 1988 à Séoul la médaille d'argent au concours général individuel.

## Palmarès

### Jeux olympiques
- Séoul 1988
  -  médaille d'argent au concours général individuel.

### Championnats du monde
- Sarajevo 1989
  -  médaille d'argent au ballon.
  -  médaille d'argent au ruban.
  -  médaille de bronze au concours général individuel.
- Varna 1987
  -  médaille d'or à la corde.
  -  médaille d'argent au concours général individuel.

### Championnats d'Europe
- Helsinki 1988
  -  médaille d'or au concours général individuel.
  -  médaille d'or au ruban.
  -  médaille d'or aux massues.
  -  médaille d'or au cerceau.
- Florence 1986
  -  médaille d'or au ballon.